# Узкоколейная железная дорога Тверского комбината строительных материалов № 2
Узкоколейная железная дорога Тверского комбината строительных материалов № 2 — бывшая железнодорожная линия шириной колеи 750 мм на Тверском комбинате строительных материалов № 2. Протяжённость главной линии узкоколейной железной дороги составляла 10 километров. Основное назначение узкоколейной железной дороги перевозка песка от песчаного карьера до силикатного завода.

## История

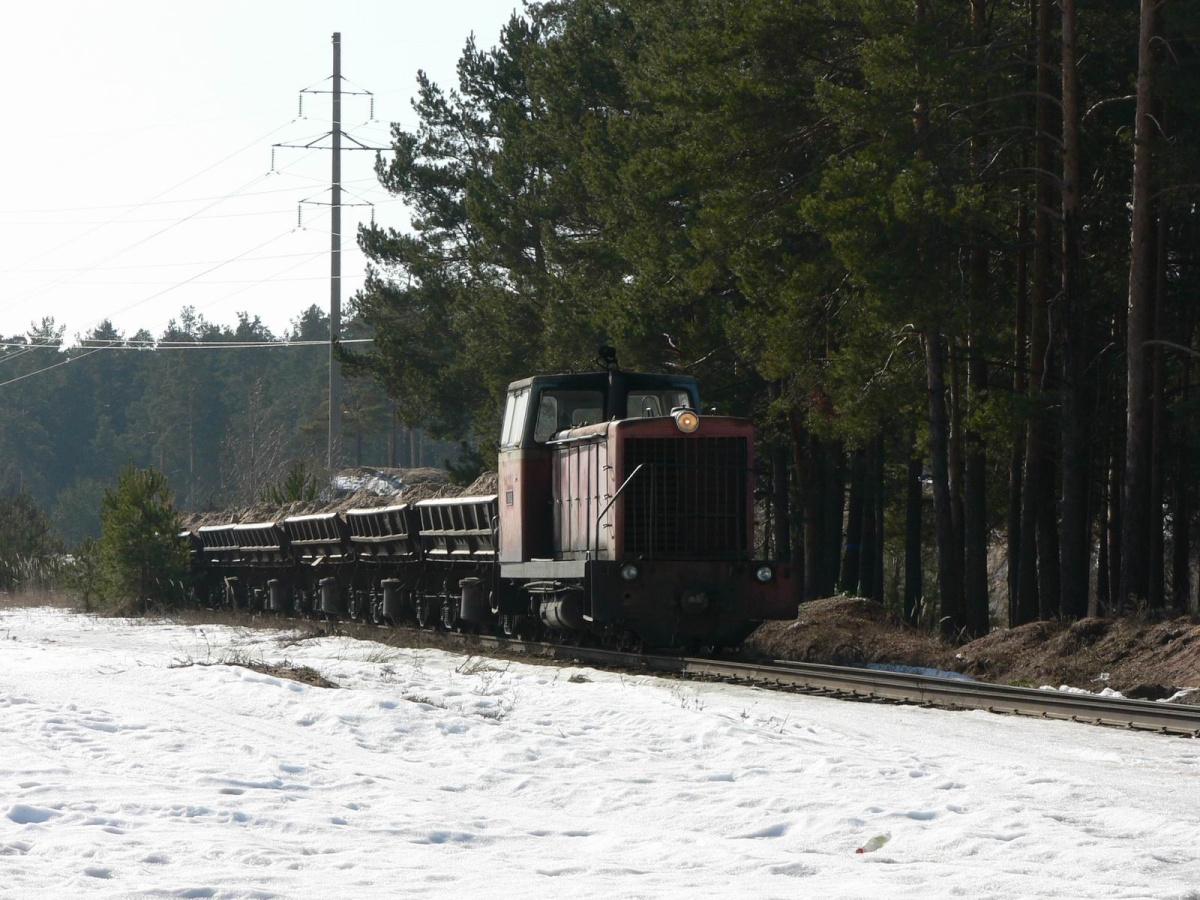
ТУ7-1703 с грузовым поездом следует на завод

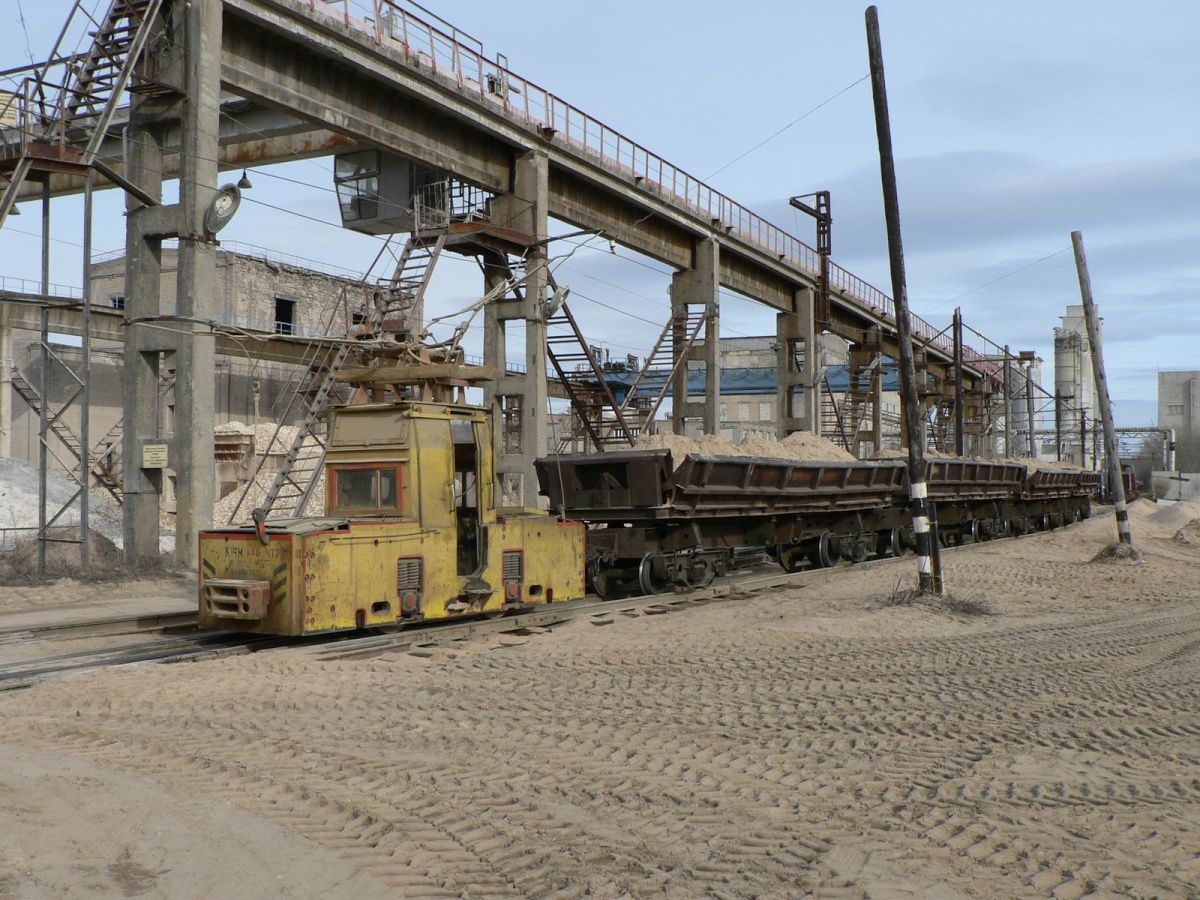
К14М-091 с грузовыми вагонами на территории комбината

Первый участок дороги длиной 3 км был построен в 1951 году одновременно с самим комбинатом. В 1960-е гг. дорога была электрифицирована по трамвайным нормам. На линии использовались электровозы К14М.

Во второй половине 1980-х годов Константиновский карьер на 3-м километре линии был полностью выработан. На его месте теперь — Константиновское озеро. Узкоколейную железную дорогу продлили до нового Красногорского карьера на современную длину. Но контактную сеть продолжать не стали, а сняли её на всей магистральной линии, сохранив электрификацию лишь на парковых путях на территории завода для проведения маневровых работ при помощи электровоза. На линию поступил первый выпущенный в серии тепловоз-автомотриса ТУ8П.

К концу 1990-х дорога имела протяжённость главной линии около 9 км. Линия начинается на территории Твери (таким образом, Тверь является одним из немногих городов России, где есть узкоколейная железная дорога, которая не является детской железной дорогой) и ведёт к Красногорскому песчаному карьеру, расположенному за городом. Используется для доставки песка из карьера на комбинат, расположенный в промзоне на северо-востоке города, а также для доставки рабочих на карьер. Линия частично электрифицирована.
В 1999—2000 годах проведён капитальный ремонт линии, после чего скорость составов стала достигать 35-40 км/ч, тогда как до реконструкции на значительной части дороги действовало ограничение 5 км/ч. В результате экономического кризиса с 2008 года объём перевозок сильно снизился.
В связи с тяжелой экономической ситуацией на предприятии с 15 октября 2020 движение по узкоколейной железной дороге прекращено. Планируется переход на вывоз песка автотранспортом. В ноябре начат демонтаж линии, к концу декабря железная дорога была полностью разобрана.

## Подвижной состав
Имелись вагоны-самосвалы (думпкары) УВС-22 для вывоза песка, тепловозы ТУ7А для перевозок на магистрали между Красногорским карьером и комбинатом стройматериалов. В карьере использовались тепловозы ТУ6А, на территории комбината использовался один электровоз К14М. В конце 2020 года в связи с ликвидацией дороги большая часть локомотивов была продана и перевезена на другие узкоколейные дороги, а вагоны порезаны.

### Локомотивы
- ТУ6А — № 0635
- ТУ6Д — № 0037
- ТУ7А — № 1231, 1703, 3155, 3215
- ТУ8П — № 0001
- К14М — № 091

### Вагоны
- Вагоны-самосвалы (думпкары) УВС-22
- Пассажирский вагон ПВ40[3]
- Хопперы-дозаторы

### Путевые машины
- Навесной снегоочиститель ЛД-24

## Фотогалерея

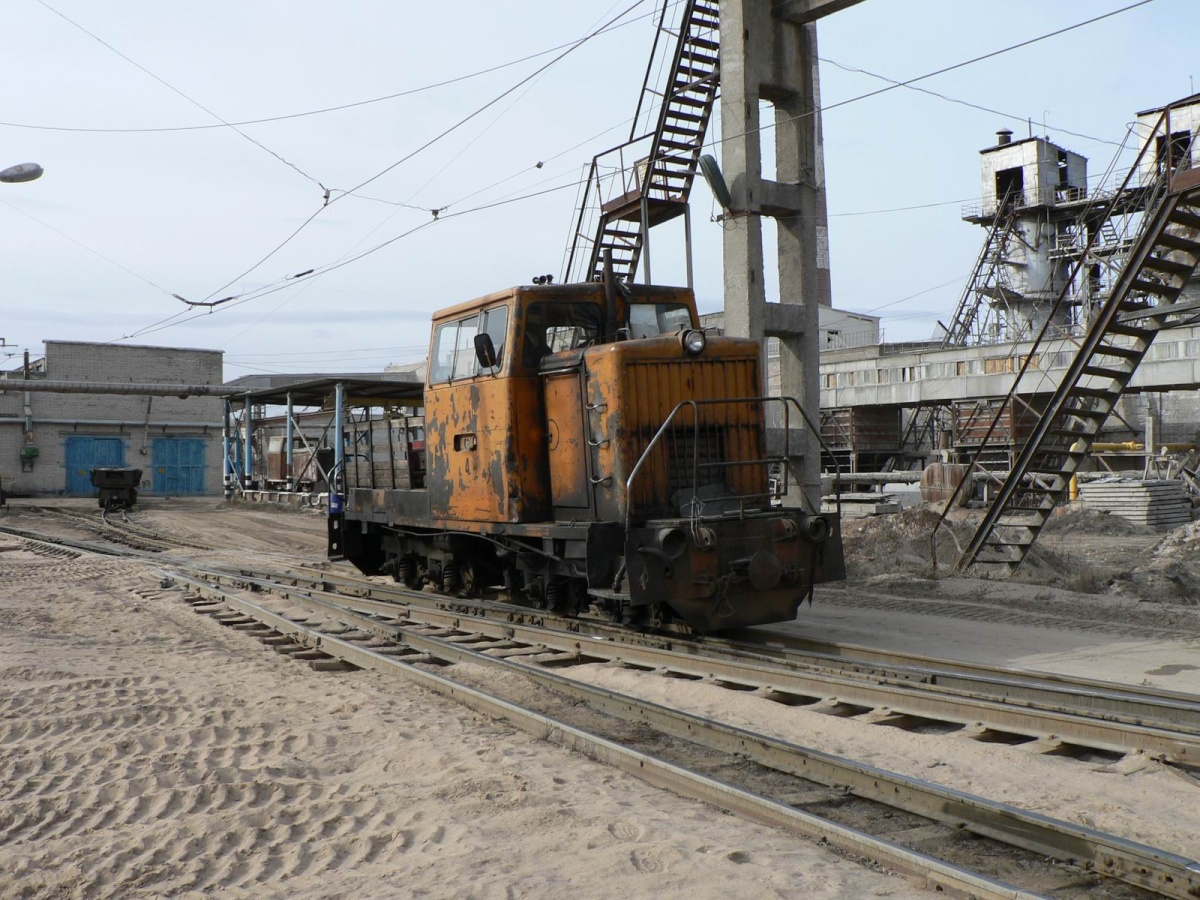
ТУ6Д-0037 на территории комбината
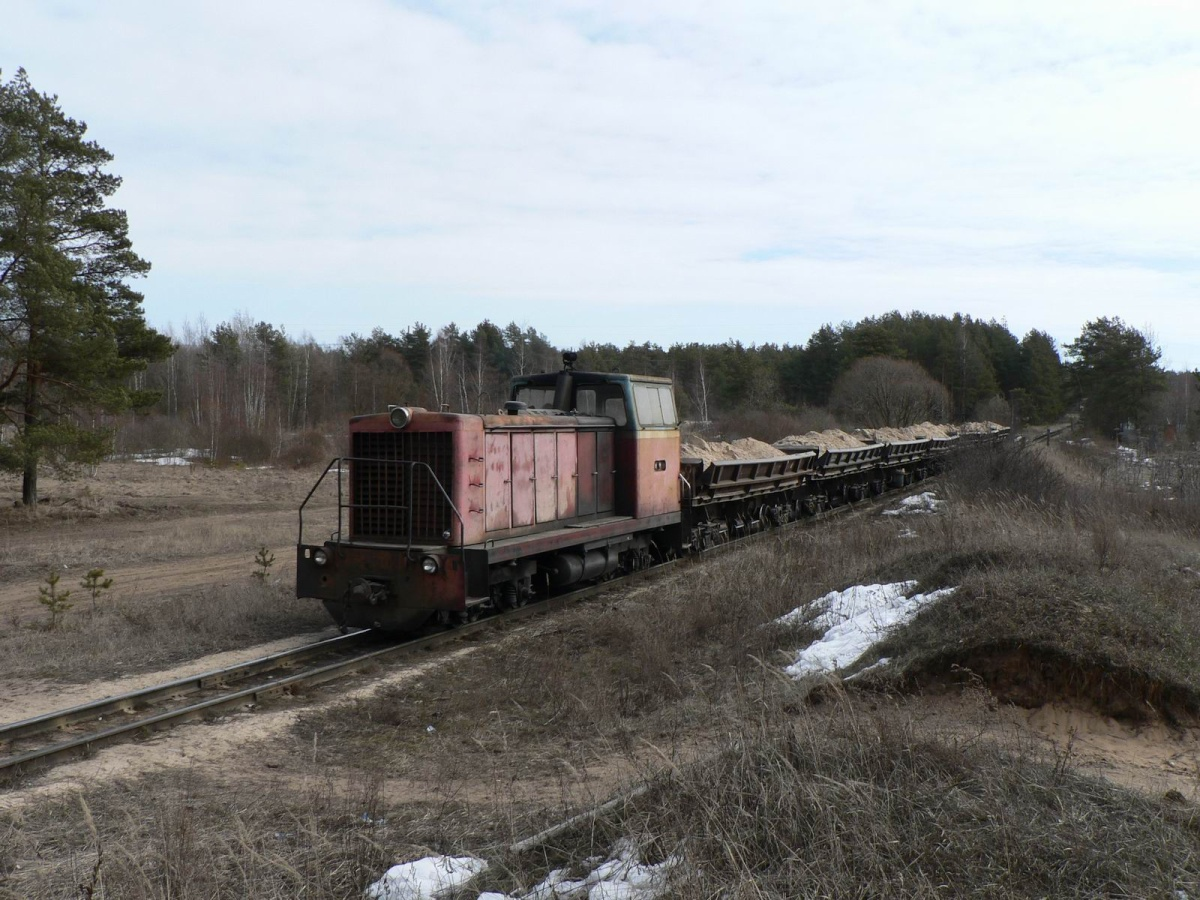
ТУ7-1703 следует с грузовым поездом на завод
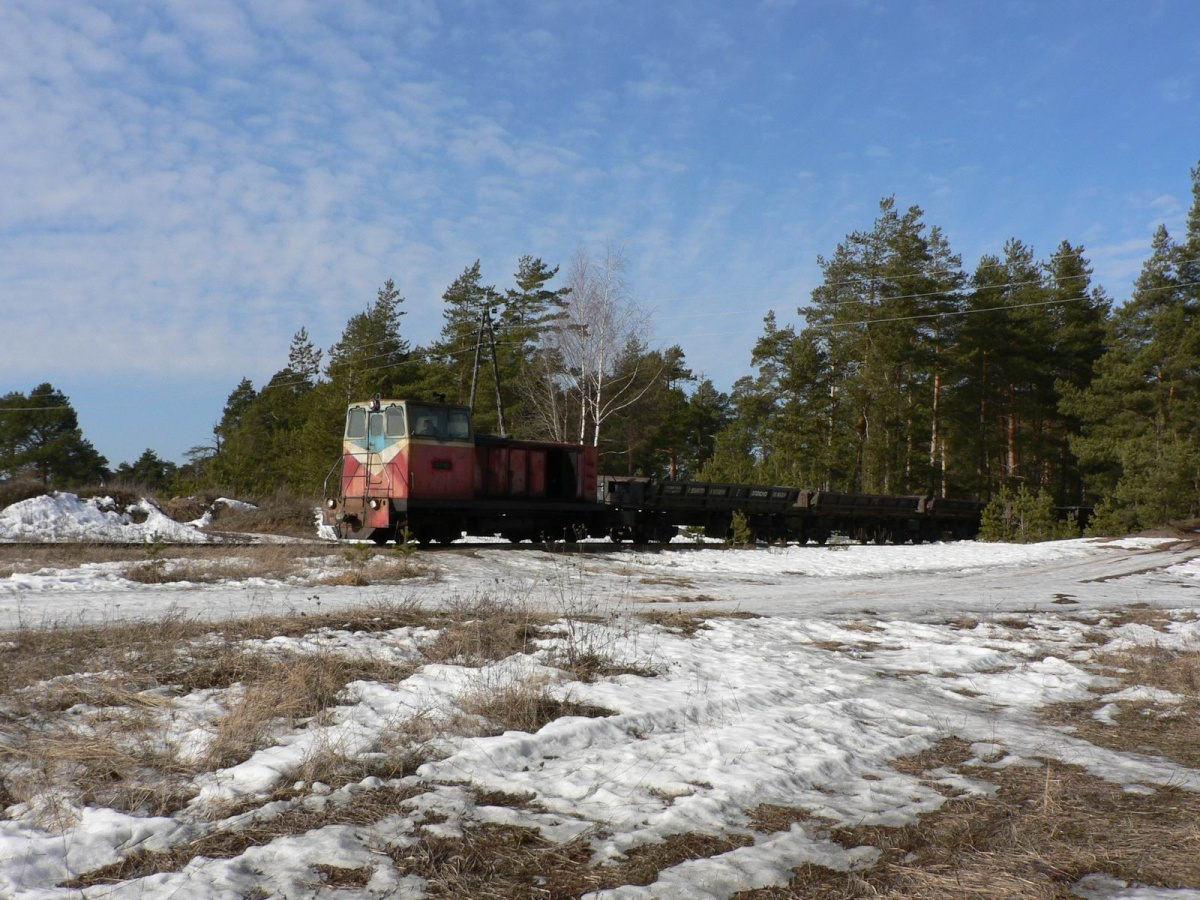
ТУ7-1703 с порожним поездом следует на карьер